# Атыгай
Атыгай (каз. атығай) — казахский род, в составе племени аргын.

## Генезис племени
Род Атыгай, как и все аргынские рода, в своём преимуществе имеет гаплогруппу G1 (около 65 %), которая восходит к их общему предку — золотоордынскому эмиру Караходже. Но, также, помимо G1, Атыгаи имеют 30 % гаплогруппы R1a1, которая сближает их с родом Кыпшак. В особенности гаплогруппу R1a1 имеет под род бабасан, который отличается от других атыгаев. Очень интересно то, что предок рода бабасан, согласно историку Сабитову соотносится с Бабасан-мурзой, представителем знати Сибирского ханства. Остальные гаплогруппы составляют не больше 5 процентов в сумме.

## Происхождение рода
В соответствии с казахским шежире и генетическими исследованиями последним общим предком для казахских аргынов является Акжол би. После него аргыны делятся на старших и младших. Старшие аргыны — потомки Караходжи, а младшие — потомки его брата Сомдыка. Атыгаи являются потомками Караходжи.
Название рода Атыгай произошло от имени одного представителя этого рода, сам же Атыгай не был родоначальником всего рода, а был всего лишь одним из этого рода. А родоначальником рода являлся Даут. Согласно легендам Даут был беком в Бухаре и жил в XV веке. Также, в соответствии с легендами можно понять, что Атыгаи вначале жили близ территории Бухары, куда они переселились вместе с Абу-Саидом, а затем вместе с ханом Кучумом перекочевали на территорию Сибирского ханства. По легенде, записанной в 1898 году, название рода Атыгай связано со временами правления казахского хана Есима (1598—1628). Братья-сироты 15-летний Атыгай и 12-летний Багыс участвовали в войне хана Есима с калмаками (ойратами), за проявленную храбрость Есим-хан вызвал в орду Атыгая, благословил его, и приказал всех потомков Даута (12 подродов) отныне называть Атыгаями.

### Версия Шакарима
Шакарим Кудайбердиев происхождение рода атыгай возводил к Аргун-ага (Аргын-ага), ойратскому наместнику, служившему в Ильханате Хулагу.
Согласно шежире, приводимому Шакаримом, потомок Аргын-аги — Кодан. Его сын — Даирходжа (Акжол). От старшей его жены — Караходжа. От младшей — Суюндик. От Суюндика — Саржетим и Шакшак. Называются токал-аргыны. От старшей жены Караходжи — Мейрам. От его младшей жены Момын — Карасофы, Кенжесофы, Баесеинтийн. У вышеназванного Карасофы, что родился от младшей жены Караходжи, было два сына — Атыгай и Караул. У Басеинтийна было три сына — Айтей, Байымбет, Жанай. У Кенжесофы было два сына — Канжыгалы и Тобыкты. Эти семеро в народе получили прозвище по имени своей бабушки Жеты Момын («Семеро от Момын»).

### Версия М. Ж. Копеева
Иная версия происхождения рода атыгай описана М. Ж. Копеевым.
Родоначальником родов Среднего жуза, согласно устным преданиям, был Жанарыс. От старшей жены Жанарыса — Каракожа, Аккожа, Актамбердыкожа, Даракожа. От Каракожа — Аргын. Имя старшей жены Аргына — Аргуль байбише. От неё у Аргына родились два сына — Котан, Ботан. От своего предка Котан Мейрам сопы родился единственным.
Имя младшей жены Аргына — Момын. От неё у Аргына родились дети — Аксопы, Сарысопы, Карасопы, Арыксопы, Надирсопы. От Аксопы — канжыгалы, у которых уран «толыбай», тобыкты с ураном «моябоз». От Карасопы — карауыл, у которых уран «каракай», басентиин с ураном «барлыбай». От Сарысопы — атыгай, у которых уран «ошыбай». От Арыксопы и Надырсопы в потомстве ответвлений нет.